# Irene Fuhrmann
Irene Andrea Fuhrmann (* 23. September 1980 in Wien) ist eine österreichische Fußballtrainerin und ehemalige Fußballspielerin. Von Juli 2020 bis Dezember 2024 war sie Teamchefin der Österreichischen Fußballnationalmannschaft der Frauen.

## Karriere

### Als Spielerin
Irene Fuhrmann wuchs im 14. Wiener Gemeindebezirk Penzing auf, wo sie durch ihre Brüder zum Fußball kam und im Käfig des Ferdinand-Wolf-Parks spielte. Die Matura legte sie am BRG Diefenbachgasse ab. Im Zuge ihres Sportstudiums am Sportzentrum der Universität Wien (USZ) auf der Schmelz besuchte sie das Wahlfach Frauenfußball, die Professorin empfahl ihr zu einem Verein zu gehen.
Ihre Vereinskarriere startete sie beim USC Landhaus Wien, mit dem sie 2000 und 2001 jeweils den Meistertitel und von 2000 bis 2002 drei Cup-Siege feierte. Mit dem USC Landhaus (2001/02) und dem Innsbrucker AC (2002/03) nahm sie am UEFA Women’s Cup teil. Ihr Debüt im Nationalteam gab sie im Herbst 2002 gegen die Schweiz. Im ÖFB-Teamdress absolvierte Irene Fuhrmann 22 Länderspiele und erzielte dabei drei Tore. In der Bundesliga absolvierte sie 129 Spiele und erzielte 45 Tore.

### Als Trainerin
Nach dem Ende ihrer aktiven Karriere wechselte sie 2008 auf die Trainerbank, von Frauen-Teamchef Ernst Weber wurde sie zur Co-Trainerin ernannt. 2011 wurde das Nationale Zentrum für Frauenfußball in St. Pölten eröffnet, wo Fuhrmann eine Vollzeit-Anstellung als Individualtrainerin erhielt. Außerdem wurde sie Teamchefin des U-19-Frauen-Nationalteams, mit dem sie die Endrunde der U-19-Fußball-Europameisterschaft der Frauen 2016 in der Slowakei erreichte. 2017 holte sie Dominik Thalhammer als Assistenz-Trainerin zum Frauen-Nationalteam, im selben Jahr beendete sie als erste Frau in Österreich den Lehrgang für die UEFA-Pro-Lizenz. Bei der Fußball-Europameisterschaft der Frauen 2017 wurden die Österreicherinnen bei der ersten Teilnahme an einem großen Turnier Dritte.
Am 27. Juli 2020 wurde sie vom Österreichischen Fußball-Bund (ÖFB) als Nachfolgerin von Dominik Thalhammer zur Teamchefin der Österreichischen Fußballnationalmannschaft der Frauen bestellt. Ihr Assistent wurde U17-Frauen-Teamchef Markus Hackl. Ihr Debüt als Teamchefin des österreichischen Frauen-Nationalteams gab sie am 22. September 2020 mit einem 5:0-Sieg gegen Kasachstan im Zuge der Qualifikation zur Fußball-Europameisterschaft der Frauen 2022. Unter Teamchefin Fuhrmann erreichte die Nationalmannschaft bei der EM 2022 das Viertelfinale und verbesserte sich damit in der FIFA-Weltrangliste um einen Platz auf den 20. Rang. Im Zuge der Qualifikation für die Fußball-Weltmeisterschaft der Frauen 2023 schied Österreichs Frauen-Nationalteam unter Fuhrmann gegen Schottland in den Playoffs aus, konnte sich aber auf Platz 19 der FIFA-Weltrangliste verbessern. Nach der Bestellung von Markus Hackl zum Teamchef des U19-Frauen-Nationalteams übernahm Clemens Zulehner dessen Funktion als Assistenz-Trainer von Teamchefin Irene Fuhrman.
Ende Dezember 2024 gab der ÖFB die Trennung von Fuhrmann als Teamchefin der ÖFB-Frauen bekannt. Fuhrmann fungierte insgesamt in 53 Spielen als Teamchefin des Frauennationalteams und verzeichnete 28 Siege und sechs Remis. Im Jänner 2025 folgte ihr Alexander Schriebl als Teamchef nach.
Bei der Fußball-Europameisterschaft der Frauen 2025 ist sie Mitglied der Technical Observer Group der UEFA.

## Auszeichnungen
- 2022: Sportler des Jahres – Trainerpersönlichkeit des Jahres[20]

## Privates
Seit 2012 lebt sie mit ihrer Partnerin, mit der sie seit 2019 verheiratet ist, in Gablitz.